# Lac Weston
Le lac Weston (en anglais : Weston Lake) est un lac américain dans le comté de Richland, en Caroline du Sud. Il est situé à 28 mètres d'altitude au sein du parc national de Congaree.